# Marie Karolína Habsbursko-Lotrinská
Marie Karolína Habsbursko-Lotrinská (německy Maria Karolina (Caroline) Luise Josepha Johanna Antonia, Erzherzogin von Österreich und Prinzessin von Böhmen, Ungarn und der Toskana), (13. srpna 1752 Vídeň, Schönbrunn – 8. září 1814 Vídeň, Hetzendorf) byla rakouská arcivévodkyně, desátá dcera a třináctý potomek Marie Terezie a jejího manžela Františka I. Štěpána Lotrinského. Později vstoupila do dějin jako neapolsko-sicilská královna a úhlavní odpůrkyně francouzského císaře Napoleona I. Bonaparta.

## Dětství
V roce 1740 se Marii Terezii a Františku Štěpánovi narodila dcera Marie Karolína, která jako jednoroční dítě zemřela. Roku 1752 se císařskému páru narodilo zdravé děvčátko, jež pojmenovali opět Marie Karolína, v rodině ji však všichni přezdívali Charlotta. Vzhledem se podobala otci, povahově však byla věrným matčiným obrazem – měla nespoutaný temperament, byla činorodá, smělá, otevřená, upřímná a nezkrotně toužila po svobodě a nezávislosti. Byla vychovávaná společně se svou mladší sestrou Marii Antonií, pozdější francouzskou královnou Marií Antoinettou. Marii Karolínu měla na starost její ája (vychovatelka) hraběnka Judith von Brandisová, se kterou si arcivévodkyně nerozuměla a tak požádala matku, což bylo něco neslýchaného, o novou vychovatelku. Tou se stala hraběnka Lerchenfeldová. V učivu musela arcivévodkyně věnovat pozornost především italštině jako jazyku, kterým se jako budoucí neapolsko-sicilská královna měla dorozumívat po zbytek svého života v Neapoli.

## Neapolská nevěsta
Charlotta se stala nevěstou budoucího krále Neapolsko-Sicilského Ferdinanda VI. místo své sestry Marie Josefy, zesnulé těsně před svatbou. Její manžel, jak se povídalo, nebyl příliš pohledný a povahově se dal charakterizovat jako obhroublý hulvát bez jakéhokoliv šarmu nebo vychování. Jako monarcha se rozhodně nechoval, pleskal bezostyšně dvorní dámy po zadcích a v zámku přechovával celý zvěřinec.

## Královna neapolsko-sicilská
Když Marie odcestovala za svým mužem do Neapole, sídelního města královského páru, několik prvních měsíců jí bylo nelehce. Podle předpisů musela nosit černý šat, což nebyl ve vysokých teplotách pro rakouskou vévodkyni žádný med, navíc byla nucena poznávat neobvyklé a nevhodné zvyky svého mladého chotě.
Neapolská královna byla v letech 1771 až 1793 prakticky stále těhotná, v počtu potomků překonala dokonce i svou matku – na svět přivedla 18 dětí. Porody u ní však probíhaly mnohem hůře než u její robustnější matky; ze všech dětí se dospělosti nedožila ani polovina – jedenáct zemřelo před dosažením deseti let věku.
Marie Karolína zdědila po své matce ostrý politický rozhled a instinkt a měla snahu reformovat stát. Tehdejší dosazený ministr Tanucci byl proti a královna tedy nemohla nic realizovat. Politická scéna tak zůstala nezměněná, ale Charlotta se nechtěla vzdát a krále si naklonila na svou stranu, aby mohla spolurozhodovat. Na radu svého bratra Leopolda povolala politika Johna Actona, se kterým si rozuměla – reformy zemědělského státu tak byly konečně uskutečněny. V zemi byly zrušeny mnohé církevní instituce, do města byly dosazeny stráže proti neapolské lůze. Na neapolském dvoře to viděli jinak. Jako každá jiná královna byla vystavena přehnaným pamfletům a zákeřným intrikám. Údajně se měla prostopášná královna scházet s Actonem nejenom na politických jednáních, ale i v ložnici. Královna se nenechala odradit a s Actonem projednávala již nezbytné reformování. Flegmatický král se sice odvolával na nepodložené pomluvy o tom, že by se snad mohl stát paroháčem, avšak Charlotta ho uzemnila a on se dále věnoval svému lovu a cizoložství.
Důvěrnicí Marie Karolíny se stala mladičká krásná žena anglického vyslance v Neapoli sira Wiliama Hamiltona – Emma Hamiltonová. Život na neapolském dvoře přitom plynul stále stejně dál.
Poté přišla revoluční léta. Poté, co se královský pár vrátil z domoviny Marie Karolíny (kde provdávala své dvě nejstarší dcery za syny Leopolda II.), Velká francouzská revoluce dýchla i na Neapol a královna musela dohodnout tajnou domluvu s Anglií přes vyslance v Neapoli, lorda Hamiltona. Dohoda znamenala slib, že kdykoliv by připluly francouzské revoluční lodě, bude Anglie chránit jihoitalské břehy.
Roku 1793 přistála u města Neapol první anglická loď, v čele stál kapitán Horatio Nelson.

## Úhlavní odpůrkyně Napoleona I.
Marie Karolína pozorovala s napětím boj konzervativních evropských mocností s revoluční Francií. Spojené síly Anglie, Rakouska, Pruska a Ruska však Francii neudolaly. A když se na scénu nebezpečně rychle vyšplhal po žebříčku hodností korsický génius Napoleon Bonaparte, pocítila opravdovou nenávist k Francii. V roce 1796 Napoleon vtáhl do Milána. Po sérii jeho vyhraných bitev měla královna opravdu nahnáno a začala proti Korsičanovi brojit; on, poté, co pocítil královninu nenávist, ji nenazýval také zrovna galantně. V únoru 1798 obsadily francouzské jednotky církevní stát a ocitly se přímo na hranicích neapolsko-sicilské monarchie. Osvobozující italská armáda neuspěla, Napoleon postupoval dále a revoluce s ním. Již 21. prosince se musela dát královská rodina na úprk na ostrov patřící králi – Sicílii. Když se za Nelsonovy pomoci podařilo Neapol dobýt z rukou Francouzů, na hlavy stoupenců Napoleona v Neapoli padl nepěkný soud. Později sledovala Marie Karolína i z Vídně Napoleonovo počínání a prohlásila o něm, že „dokud žije generál Bonaparte, nebude trvalý klid“.

## Návrat do Vídně
9. června 1800 Marie Karolína odcestovala do Vídně. Doprovázel ji syn Leopold, tři dcery na vdávání – Marie Kristina, Marie Amálie a Marie Antonie, Nelson a manželé Hamiltonovi. 14. srpna dorazili do sídelního města rakouského císařství. Schönbrunn jim poskytl pohodlí a radostné chvíle s rodinou. Mnohokrát byla Vídeň oporou pro členy Habsbursko-Lotrinské dynastie. Špatné předtuchy o Bonapartovi se jí ale vkrádaly do hlavy i ve Vídni a svému zeti, mladému císaři Františkovi se protivila čím dál více. Tchyni kritizoval za to, že se plete do politiky a snaží se ovlivnit jeho ženu, a Marii Karolíně naznačil, že by bylo na čase, aby se vrátila zase domů.
Dne 17. srpna 1802 se tedy vrátila do svého království. S mužem se spíše odcizili. Marie Karolína zestárla, a to mnohem více, než by odpovídalo jejímu věku. Mezitím se vzájemné antipatie mezi ní a císařem Francouzů Napoleonem I. zhoršily, což vyústilo v její sesazení z trůnu. Král utekl opět na Sicílii a Marie Karolína ho později následovala. Dne 14. června 1813 opustila tehdy 61letá královna Sicílii a odcestovala zpátky do Vídně, kam po dlouhé cestě dorazila 2. února 1814. Jako poslední žijící dcera Marie Terezie chtěla zemřít ve svém původním domově. Tetě, která mu byla spíš na obtíž, císař přidělil nuceně zámek Hetzendorf, kde také 8. září roku 1814, těsně před Vídeňským kongresem, unavená královna skonala na cévní mozkovou příhodu. Nedočkala se tak vrcholné porážky svého nepřítele Napoleona I. Bonaparta v bitvě u Waterloo. Její manžel v Neapoli nařídil šestiměsíční státní smutek a oženil se se svou dlouholetou milenkou Lucií Migliaccio.

## Potomci
- Marie Tereza (6. června 1772 – 13. dubna 1807), ⚭ 1790 František I. (12. února 1768 – 2. března 1835), v letech 1792–1806 poslední císař Svaté říše římské národa německého, poté císař rakouský, také král uherský, chorvatský a český, v letech 1815–1835 i král lombardsko-benátský
- Luisa Marie (27. července 1773 – 19. září 1802), ⚭ 1790 Ferdinand III. (6. května 1769 – 18. července 1824), rakouský arcivévoda a toskánský velkovévoda
- Karel Tito (6. ledna 1775 – 17. prosince 1778), kalabrijský princ
- Marie Anna (23. listopadu 1775 – 22. února 1780)
- František I. (14. srpna 1777 – 8. listopadu 1830), král obojí Sicílie od roku 1825 až do své smrti,
⚭ 1797 Marie Klementina Habsbursko-Lotrinská (24. dubna 1777 – 15. listopadu 1801)
⚭ 1802 Marie Isabela Španělská (6. července 1789 – 13. září 1848)
- Marie Kristýna (17. ledna 1779 – 11. března 1849), ⚭ 1807 Karel Felix I. (6. dubna 1765 – 27. dubna 1831), vévoda savojský, piemontský, aostský a král sardinský od roku 1821 až do své smrti
- Marie Amélie (17. ledna 1779 – 26. února 1783)
- Karel Gennaro (12. dubna 1780 – 2. ledna 1789)
- Josef Karel (18. června 1781 – 19. února 1783)
- Marie Amálie (26. dubna 1782 – 24. března 1866), ⚭ 1809 Ludvík Filip Orleánský (6. října 1773 – 26. srpna 1850), francouzský král v letech 1830 až 1848
- Marie Kristina (*/† 19. července 1783)
- Marie Antonie (14. prosince 1784 – 21. května 1806), ⚭ 1802 Ferdinand VII. (14. října 1784 – 29. září 1833), král španělský v březnu až květnu roku 1808 a poté od roku 1813 až do své smrti
- Marie Klotilda (18. února 1786 – 10. září 1792)
- Marie Jindřiška (31. července 1787 – 20. září 1792)
- Karel Gennaro (26. srpna 1788 – 1. února 1789)
- Leopold (2. července 1790 – 10. března 1851), vévoda salernský, ⚭ 1818 Marie Klementina Habsbursko-Lotrinská (1. března 1798 – 3. září 1881)
- Albert Mário (2. května 1792 – 25. prosince 1798)
- Marie Isabela (2. prosince 1793 – 23. dubna 1801)

## Vývod z předků
|                                       |                                             |  |                           |                                                             |  |  |  |  |  |  |  | Mikuláš František Lotrinský |
|                                       |                                             |  |                           |                                                             |  |  |  |  |  |  |  |                             |
|                                       | Karel V. Lotrinský                          |  |                           |                                                             |  |  |  |  |  |  |  |                             |
|                                       |                                             |  |                           |                                                             |  |  |  |  |  |  |  |                             |
|                                       |                                             |  |                           | Klaudie Lotrinská                                           |  |  |  |  |  |  |  |                             |
|                                       |                                             |  |                           |                                                             |  |  |  |  |  |  |  |                             |
|                                       | Leopold Josef Lotrinský                     |  |                           |                                                             |  |  |  |  |  |  |  |                             |
|                                       |                                             |  |                           |                                                             |  |  |  |  |  |  |  |                             |
|                                       |                                             |  |                           | Ferdinand III. Habsburský                                   |  |  |  |  |  |  |  |                             |
|                                       |                                             |  |                           |                                                             |  |  |  |  |  |  |  |                             |
|                                       | Eleonora Marie Josefa Habsburská            |  |                           |                                                             |  |  |  |  |  |  |  |                             |
|                                       |                                             |  |                           |                                                             |  |  |  |  |  |  |  |                             |
|                                       |                                             |  |                           | Eleonora Magdalena Gonzagová                                |  |  |  |  |  |  |  |                             |
|                                       |                                             |  |                           |                                                             |  |  |  |  |  |  |  |                             |
|                                       | František I. Štěpán Lotrinský               |  |                           |                                                             |  |  |  |  |  |  |  |                             |
|                                       |                                             |  |                           |                                                             |  |  |  |  |  |  |  |                             |
|                                       |                                             |  |                           | Ludvík XIII.                                                |  |  |  |  |  |  |  |                             |
|                                       |                                             |  |                           |                                                             |  |  |  |  |  |  |  |                             |
|                                       | Filip I. Orleánský                          |  |                           |                                                             |  |  |  |  |  |  |  |                             |
|                                       |                                             |  |                           |                                                             |  |  |  |  |  |  |  |                             |
|                                       |                                             |  |                           | Anna Rakouská                                               |  |  |  |  |  |  |  |                             |
|                                       |                                             |  |                           |                                                             |  |  |  |  |  |  |  |                             |
|                                       | Alžběta Charlotta Orleánská                 |  |                           |                                                             |  |  |  |  |  |  |  |                             |
|                                       |                                             |  |                           |                                                             |  |  |  |  |  |  |  |                             |
|                                       |                                             |  |                           | Karel I. Ludvík Falcký                                      |  |  |  |  |  |  |  |                             |
|                                       |                                             |  |                           |                                                             |  |  |  |  |  |  |  |                             |
|                                       | Alžběta Šarlota Falcká                      |  |                           |                                                             |  |  |  |  |  |  |  |                             |
|                                       |                                             |  |                           |                                                             |  |  |  |  |  |  |  |                             |
|                                       |                                             |  |                           | Šarlota Hesensko-Kasselská                                  |  |  |  |  |  |  |  |                             |
|                                       |                                             |  |                           |                                                             |  |  |  |  |  |  |  |                             |
| 'Marie Karolína Habsbursko-Lotrinská' |                                             |  |                           |                                                             |  |  |  |  |  |  |  |                             |
|                                       |                                             |  |                           |                                                             |  |  |  |  |  |  |  |                             |
|                                       |                                             |  | Ferdinand III. Habsburský |                                                             |  |  |  |  |  |  |  |                             |
|                                       |                                             |  |                           |                                                             |  |  |  |  |  |  |  |                             |
|                                       | Leopold I.                                  |  |                           |                                                             |  |  |  |  |  |  |  |                             |
|                                       |                                             |  |                           |                                                             |  |  |  |  |  |  |  |                             |
|                                       |                                             |  |                           | Marie Anna Španělská                                        |  |  |  |  |  |  |  |                             |
|                                       |                                             |  |                           |                                                             |  |  |  |  |  |  |  |                             |
|                                       | Karel VI. Habsburský                        |  |                           |                                                             |  |  |  |  |  |  |  |                             |
|                                       |                                             |  |                           |                                                             |  |  |  |  |  |  |  |                             |
|                                       |                                             |  |                           | Filip Vilém Falcký                                          |  |  |  |  |  |  |  |                             |
|                                       |                                             |  |                           |                                                             |  |  |  |  |  |  |  |                             |
|                                       | Eleonora Magdalena Falcko-Neuburská         |  |                           |                                                             |  |  |  |  |  |  |  |                             |
|                                       |                                             |  |                           |                                                             |  |  |  |  |  |  |  |                             |
|                                       |                                             |  |                           | Alžběta Amálie Hesensko-Darmstadtská                        |  |  |  |  |  |  |  |                             |
|                                       |                                             |  |                           |                                                             |  |  |  |  |  |  |  |                             |
|                                       | Marie Terezie                               |  |                           |                                                             |  |  |  |  |  |  |  |                             |
|                                       |                                             |  |                           |                                                             |  |  |  |  |  |  |  |                             |
|                                       |                                             |  |                           | Anton Ulrich Brunšvicko-Wolfenbüttelský                     |  |  |  |  |  |  |  |                             |
|                                       |                                             |  |                           |                                                             |  |  |  |  |  |  |  |                             |
|                                       | Ludvík Rudolf Brunšvicko-Wolfenbüttelský    |  |                           |                                                             |  |  |  |  |  |  |  |                             |
|                                       |                                             |  |                           |                                                             |  |  |  |  |  |  |  |                             |
|                                       |                                             |  |                           | Alžběta Juliana Šlesvicko-Holštýnsko-Sonderbursko-Norburská |  |  |  |  |  |  |  |                             |
|                                       |                                             |  |                           |                                                             |  |  |  |  |  |  |  |                             |
|                                       | Alžběta Kristýna Brunšvicko-Wolfenbüttelská |  |                           |                                                             |  |  |  |  |  |  |  |                             |
|                                       |                                             |  |                           |                                                             |  |  |  |  |  |  |  |                             |
|                                       |                                             |  |                           | Albrecht Arnošt I. Öttingenský                              |  |  |  |  |  |  |  |                             |
|                                       |                                             |  |                           |                                                             |  |  |  |  |  |  |  |                             |
|                                       | Kristýna Luisa Öttingenská                  |  |                           |                                                             |  |  |  |  |  |  |  |                             |
|                                       |                                             |  |                           |                                                             |  |  |  |  |  |  |  |                             |
|                                       |                                             |  |                           | Kristýna Frederika Württemberská                            |  |  |  |  |  |  |  |                             |
|                                       |                                             |  |                           |                                                             |  |  |  |  |  |  |  |                             |